# Egyiptom az 1972. évi nyári olimpiai játékokon
Egyiptom az NSZK-beli Münchenben megrendezett 1972. évi nyári olimpiai játékok egyik részt vevő nemzete volt. Az országot az olimpián 5 sportágban 23 sportoló képviselte, akik érmet nem szereztek.

## Atlétika
Férfi
| Versenyző          | Versenyszám | Előfutam | Előfutam | Előfutam | Döntő   | Döntő    |
| Versenyző          | Versenyszám | Idő      | Hely.    | Össz.    | Idő     | Helyezés |
| ------------------ | ----------- | -------- | -------- | -------- | ------- | -------- |
| Abdel Hamid Khamis | 10 000 m    | 30:19,2  | 15.      | 41.      | kiesett | kiesett  |

## Birkózás
Kötöttfogású
| Versenyző      | Versenyszám | 1. forduló                              | 2. forduló        | 3. forduló        | 4. forduló        | 5. forduló        | 6. forduló        | 7. forduló        | Döntő             | Helyezés    |
| Versenyző      | Versenyszám | Ellenfél Eredmény                       | Ellenfél Eredmény | Ellenfél Eredmény | Ellenfél Eredmény | Ellenfél Eredmény | Ellenfél Eredmény | Ellenfél Eredmény | Ellenfél Eredmény | Helyezés    |
| -------------- | ----------- | --------------------------------------- | ----------------- | ----------------- | ----------------- | ----------------- | ----------------- | ----------------- | ----------------- | ----------- |
| Mohamed Ragheb | 48 kg       | Habib Dlimi (TUN) · kétvállas           | visszalépett      | kiesett           | kiesett           | kiesett           |                   |                   | kiesett           | helyezetlen |
| Abdel Ibrahim  | 52 kg       | Vitalij Konsztantyinyov (URS) · 3.5-0.5 | visszalépett      | kiesett           | kiesett           | kiesett           |                   |                   | kiesett           | helyezetlen |
| Ibrahim Sayed  | 57 kg       | Óthon Moszhídisz (GRE) · visszalépett   | kiesett           | kiesett           | kiesett           | kiesett           | kiesett           | kiesett           | kiesett           | helyezetlen |
| Mohamed Gaber  | 68 kg       | Samil Hiszamutgyinov (URS) · kétvállas  | visszalépett      | kiesett           | kiesett           | kiesett           | kiesett           |                   | kiesett           | helyezetlen |

## Kosárlabda
| Egyiptomi férfi kosárlabdacsapat-játékoskeret                                                                                                 | Egyiptomi férfi kosárlabdacsapat-játékoskeret                                                                         |
| --- | --- |
| - Sherif Fouad Aboulkheir - Ahmed Abdel Hamid El-Saharty - Sayed Tewfik El-Sayed - Talaat Guenidi - Adel Ibrahim Ismail - Fahti Mohamed Kamel | - Mohamed Essam Khaled - El-Sayed Abdel Hamid Mobarak - Kamal Kamel Mohammed - Ismail Selim Mohamed - Awad Abdel Nabi |

### Eredmények
Csoportkör
A csoport
| Csapat                 | M | Gy | V | P+  | P–  | Pk   |
| ---------------------- | - | -- | - | --- | --- | ---- |
| Egyesült Államok (USA) | 7 | 7  | 0 | 542 | 312 | +230 |
| Kuba (CUB)             | 7 | 6  | 1 | 560 | 445 | +115 |
| Brazília (BRA)         | 7 | 4  | 3 | 561 | 490 | +71  |
| Csehszlovákia (TCH)    | 7 | 4  | 3 | 493 | 489 | +4   |
| Spanyolország (ESP)    | 7 | 3  | 4 | 486 | 500 | –14  |
| Ausztrália (AUS)       | 7 | 3  | 4 | 523 | 524 | –1   |
| Japán (JPN)            | 7 | 1  | 6 | 442 | 643 | –201 |
| Egyiptom (EGY)         | 7 | 0  | 7 | 440 | 644 | –204 |

| 1972. augusztus 27. 9:00 | Kuba (CUB) | 105 – 64 | Egyiptom (EGY) |  |
| 1972. augusztus 27. 9:00 | (50–33)    |          |                |  |

| 1972. augusztus 28. 9:00 | Brazília (BRA) | 110 – 84 | Egyiptom (EGY) |  |
| 1972. augusztus 28. 9:00 | (63–39)        |          |                |  |

| 1972. augusztus 29. 14:30 | Japán (JPN) | 78 – 73 | Egyiptom (EGY) |  |
| 1972. augusztus 29. 14:30 | (31–46)     |         |                |  |

| 1972. augusztus 30. 9:00 | Egyiptom (EGY) | 58 – 72 | Spanyolország (ESP) |  |
| 1972. augusztus 30. 9:00 | (26–33)        |         |                     |  |

| 1972. szeptember 1. 14:30 | Egyiptom (EGY) | 31 – 96 | Egyesült Államok (USA) |  |
| 1972. szeptember 1. 14:30 | (17–48)        |         |                        |  |

| 1972. szeptember 2. 9:00 | Egyiptom (EGY) | 64 – 94 | Csehszlovákia (TCH) |  |
| 1972. szeptember 2. 9:00 | (32–49)        |         |                     |  |

| 1972. szeptember 3. 18:30 | Ausztrália (AUS) | 89 – 66 | Egyiptom (EGY) |  |
| 1972. szeptember 3. 18:30 | (44–24)          |         |                |  |

A 13–16. helyért
| 1972. szeptember 5. 15:00 | Fülöp-szigetek (PHI) | 2 – 0 | Egyiptom (EGY) |  |
| 1972. szeptember 5. 15:00 |                      |       |                |  |

- Egyiptom visszalépett. A hivatalos jegyzőkönyvben 2–0-s végeredmény szerepel.

A 15. helyért
| 1972. szeptember 8. 15:00 | Szenegál (SEN) | 2 – 0 | Egyiptom (EGY) |  |
| 1972. szeptember 8. 15:00 |                |       |                |  |

- Egyiptom visszalépett. A hivatalos jegyzőkönyvben 2–0-s végeredmény szerepel.

| Csapat         | Helyezés |
| -------------- | -------- |
| Egyiptom (EGY) | 16.      |

## Ökölvívás
| Versenyző             | Versenyszám  | Selejtező                  | 32-es főtábla                   | Nyolcaddöntő                | Negyeddöntő       | Elődöntő          | Döntő             | Helyezés |
| Versenyző             | Versenyszám  | Ellenfél Eredmény          | Ellenfél Eredmény               | Ellenfél Eredmény           | Ellenfél Eredmény | Ellenfél Eredmény | Ellenfél Eredmény | Helyezés |
| --------------------- | ------------ | -------------------------- | ------------------------------- | --------------------------- | ----------------- | ----------------- | ----------------- | -------- |
| Said Ahmed El-Ashry   | Papírsúly    |                            | Meriga Salou Seriki (DAH) · 5-0 | James Odwori (UGA) · RSC    | kiesett           | kiesett           | kiesett           | 9.       |
| Mohamed Selim Soheim  | Légsúly      | erőnyerő                   | Wilfredo Gómez (PUR) · 4-1      | Neil McLaughlin (IRL) · KO  | kiesett           | kiesett           | kiesett           | 9.       |
| Mohamed Salah Amin    | Pehelysúly   | erőnyerő                   | Guy Segbaya (TOG) · 5-0         | Philip Waruinge (KEN) · 0-5 | kiesett           | kiesett           | kiesett           | 9.       |
| Abdel Allah           | Könnyűsúly   | Hassan Eghmaz (IRI) · RSC  | kiesett                         | kiesett                     | kiesett           | kiesett           | kiesett           | 33.      |
| Abdel Hamid Fouad Gad | Váltósúly    | Vladimir Kolev (BUL) · 0-5 | kiesett                         | kiesett                     | kiesett           | kiesett           | kiesett           | 33.      |
| Ahmed Mahmoud Aly     | Félnehézsúly |                            | Gombyn Zorig (MGL) · 5-0        | Nikolay Anfimov (URS) · RSC | kiesett           | kiesett           | kiesett           | 9.       |

## Úszás
Férfi
| Versenyző                 | Versenyszám  | Előfutam | Előfutam | Előfutam | Elődöntő | Elődöntő | Elődöntő | Döntő   | Döntő    |
| Versenyző                 | Versenyszám  | Idő      | Hely.    | Össz.    | Idő      | Hely.    | Össz.    | Idő     | Helyezés |
| ------------------------- | ------------ | -------- | -------- | -------- | -------- | -------- | -------- | ------- | -------- |
| Kamal Kenawi Ali Moustafa | 200 m gyors  | 2:05,30  | 5.       | 39.      |          |          |          | kiesett | kiesett  |
| Kamal Kenawi Ali Moustafa | 400 m gyors  | 4:24,97  | 7.       | 40.      |          |          |          | kiesett | kiesett  |
| Kamal Kenawi Ali Moustafa | 1500 m gyors | 17:40,37 | 6.       | 36.      |          |          |          | kiesett | kiesett  |
| Amin Ahmed Adel Youssef   | 100 m hát    | 1:04,40  | 6.       | 33.      | kiesett  | kiesett  | kiesett  | kiesett | kiesett  |
| Amin Ahmed Adel Youssef   | 200 m vegyes | 2:24,61  | 6.       | 36.      |          |          |          | kiesett | kiesett  |